# Ainsliaea nana
Ainsliaea nana là một loài thực vật có hoa trong họ Cúc. Loài này được Y.C.Tseng mô tả khoa học đầu tiên năm 1993.